# 모리모토 코지
모리모토 코지(森本晃司, 1959년 12월 26일 ~ )는 일본의 애니메이션 감독이다. 작품 중 일부에는 아키라 (영화) 영화의 애니메이터 활동이 포함된다. 로봇 카니발, 쇼트피스 및 애니매트릭스의 단편, 마녀 배달부 키키, 시티헌터, 북두의 권와 같은 애니메이션의 주요 애니메이션도 있다. STUDIO 4℃의 공동 창립자이다. 2009년부터 독립 크리에이티브 팀 'phy'를 진행해왔다.

## 작품

### 영화
- 로봇 카니발
- 아키라 (영화)
- 메모리즈 (1995년 영화)
- 애니매트릭스
- 마인드 게임 (영화)
- 지니어스 파티 비욘드
- 쇼트피스
- 영웅본색

### TV
- 18if

### 뮤직 비디오
- GLAY - Survival
- 우타다 히카루 - You Make Me Want To Be A Man
- 우타다 히카루 - Passion